# Баранова, Алеся Степановна
Алеся Степановна Баранова (Давыдович; 16 декабря 1977) — белорусская футболистка, защитница и нападающая, футбольный тренер. Выступала за сборную Белоруссии.

## Биография
В начале 2000-х годов выступала на родине за клуб «Жемчужина» (Брест), откуда в начале 2002 года перешла в состав дебютанта высшего дивизиона России «Надежда» (Ногинск). За ногинский клуб играла в течение полутора сезонов. Осенью 2003 года вернулась в Белоруссию и в составе «Бобруйчанки» стала обладательницей Кубка страны, забила один из голов в финальном матче в ворота могилёвской «Надежды» (4:0), также в этом сезоне завоевала чемпионский титул. В 2004 году с бобруйским клубом завоевала серебро чемпионата. В 2005 году снова играла в России за дебютанта высшей лиги «Приалит» (Реутов).
В конце карьеры снова выступала за клуб из Бреста, носивший теперь название «Виктория-86». В 2007 году забила 34 гола за сезон, установив тем самым клубный рекорд. В 2008 году стала третьим снайпером чемпионата (13 голов). В 2009 году также была среди лидеров спора бомбардиров, а по итогам сезона включена в список 22-х лучших футболисток страны.
Выступала за национальную сборную Белоруссии, участвовала в матчах отборочного раунда чемпионата мира-2007.
До середины 2000-х годов носила фамилию Давыдович, позднее — Баранова.
После окончания игровой карьеры работала тренером в Бресте. В 2018—2020 годах возглавляла клуб высшей лиги Белоруссии БОЦОР, состоявший из молодых футболисток и бывший явным аутсайдером соревнований. Также тренировала детские команды в системе брестского «Динамо».